# Richmond (Missouri)
Pour les articles homonymes, voir Richmond.
La ville de Richmond est le siège du comté de Ray, situé dans l’État du Missouri, aux États-Unis. Sa population s’élevait à 5 797 habitants lors du recensement de 2010, estimée à 5 634 habitants en 2018.

## Histoire
Richmond a été établie en 1828. Elle a été nommée d’après la ville de Richmond, en Virginie. Un bureau de poste du nom de Richmond est en opération depuis 1828.

## Démographie
| Groupe            | Richmond | Missouri | États-Unis |
| ----------------- | -------- | -------- | ---------- |
| Blancs            | 93,7     | 82,8     | 72,4       |
| Afro-Américains   | 3,2      | 11,6     | 12,6       |
| Métis             | 1,9      | 2,1      | 2,9        |
| Asiatiques        | 0,4      | 1,6      | 4,8        |
| Amérindiens       | 0,4      | 0,5      | 0,9        |
| Autres            | 0,3      | 1,3      | 6,2        |
| Océaniens         | 0,2      | 0,1      | 0,2        |
| Total             | 100      | 100      | 100        |
|                   |          |          |            |
| Latino-Américains | 2,1      | 3,6      | 16,7       |

Selon l’American Community Survey, pour la période 2011-2015, 99 % de la population âgée de plus de 5 ans déclare parler l'anglais à la maison, 0,49 % déclare parler l'espagnol, 0,26 % le tagalog et 0,25 % l'italien.